# Nicky Boom
Nicky Boum (также известная как Nicky Boom) — компьютерная игра в жанре платформер, разработанная и выпущенная компанией Microïds в 1992 году на Amiga, и портированная на Atari ST и MS-DOS. В 2005 году игровой движок был воспроизведён французским гейм-дизайнером Грегори Монтуаром (Gregory Montoir (фр.), известен под ником cyx) с использованием библиотеки SDL и выпущен под лицензией GPL. Игровой движок был скомпилирован для AmigaOS 4, GBA и PalmOS, требует оригинальных файлов игры, поддерживает как оригинальный Nicky Boom для Amiga, так и сиквел Nicky II, и всё ещё обновляется автором.
Появление игрового движка с открытым исходным кодом дало толчок к перевыпуску игры под разные платформы. В 2006 году была появилась сборка для iOS от Tapwave Zodiac. В 2008 году игра вышла на Mac OS X, PlayStation Portable и PlayStation 2. В 2009 году вышла сборка движка для переносных компьютеров Dingux от OpenPandora GmbH. В 2017 году Miloslav Martinka выпустил сборку игрового движка под AROS.
Игрок управляет мальчиком Никки, которому предстоит отправиться в путь, чтобы спасти своего дедушку.

## Сюжет
После того, как мальчик Никки потерял своего дедушку, которого похитил злой колдун Зольдран, он отправляется за ним на помощь, попадая в страну, населенную странными и забавными на первый взгляд, но очень опасными тварями.

## Игровой процесс
Игра представляет собой типичный аркадный платформер, в котором противников можно уничтожить двумя способами: либо стреляя в них яблоками, либо прыгая на них сверху (при этом, некоторые противники после смерти превращаются в двух или нескольких крошечных противников). В игровом пространстве можно находить различные предметы (еду, драгоценные камни и т.п.), ключи для открывания закрытых дверей, подзорную трубу позволяющую увидеть тайники, бревна используемые для наведения мостов, а также при атаках.
Игра состоит из 8 уровней, каждый из которых имеет 4 тематики, начиная от «болота» и заканчивая «замком».

## Рецензии
Игра получила, в основном, положительные отзывы, в частности рейтинг 50% в журнале Amiga Power, 64% в журнале Amiga Joker, 65% в журнале CU Amiga, и 83% от Génération 4. Журнал Joystick оценил качество исполнения игры в 92% для оригинальной Amiga-версии, в 90% для версии Atari ST и 80% для PC-версии. Обзор в журнале Amiga Computing (82%) начинался с фразы "Nicky Boom вряд ли запомнится как великая игра для Amiga на все времена, но, надо отметить, что тем не менее игра действительно обладает определенной притягательностью и забавностью, которых не хватает многим играм в этом жанре..."

## Сиквел
В 1993 году компания Microïds выпустила для Amiga, Atari ST и MS-DOS вторую часть игры под названием Nicky II (или Nicky Boom 2). В этой игре предстоит сразиться с сестрой Зольдрана, мстящей за смерть своего брата, позвав на помощь волшебного гуся.